# Blair’s Sauces and Snacks

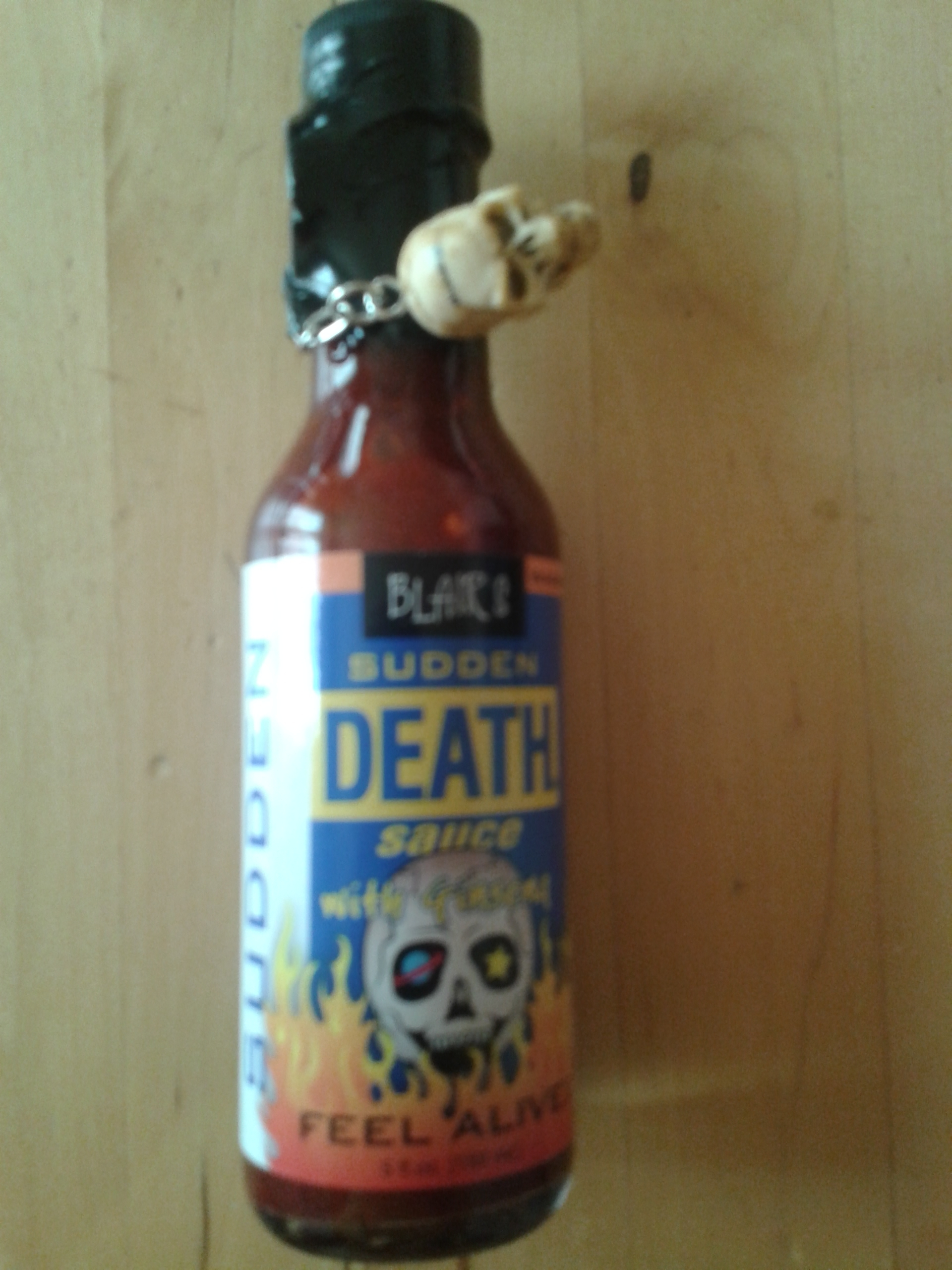
Blair’s Sudden Death Sauce

Blair’s Sauces and Snacks ist ein 1989 gegründetes US-amerikanisches Unternehmen, das Gewürzsaucen herstellt und vertreibt.

## Produkte
Die bekanntesten Produkte des Unternehmens sind scharfe Saucen, die unter dem Namen Blair’s Death, in der Regel mit einem phantasievoll klingendem Attribut wie beispielsweise Mega Death, Golden Death, After Death oder Ultra Death versehen sind und den Gewürzsaucen zugeordnet werden, die auf der Scoville-Skala die höchsten Werte erreichen. Als Werbegag wurden unter dem Namen „Blair’s 16 Million Reserve“ in limitierter Auflage 999 Flaschen mit jeweils 1 ml reinem Capsaicin verkauft, was vom Guinness-World-Records-Buch als schärfstes im Handel erhältliche Gewürz gewertet wurde.

## Verpackung

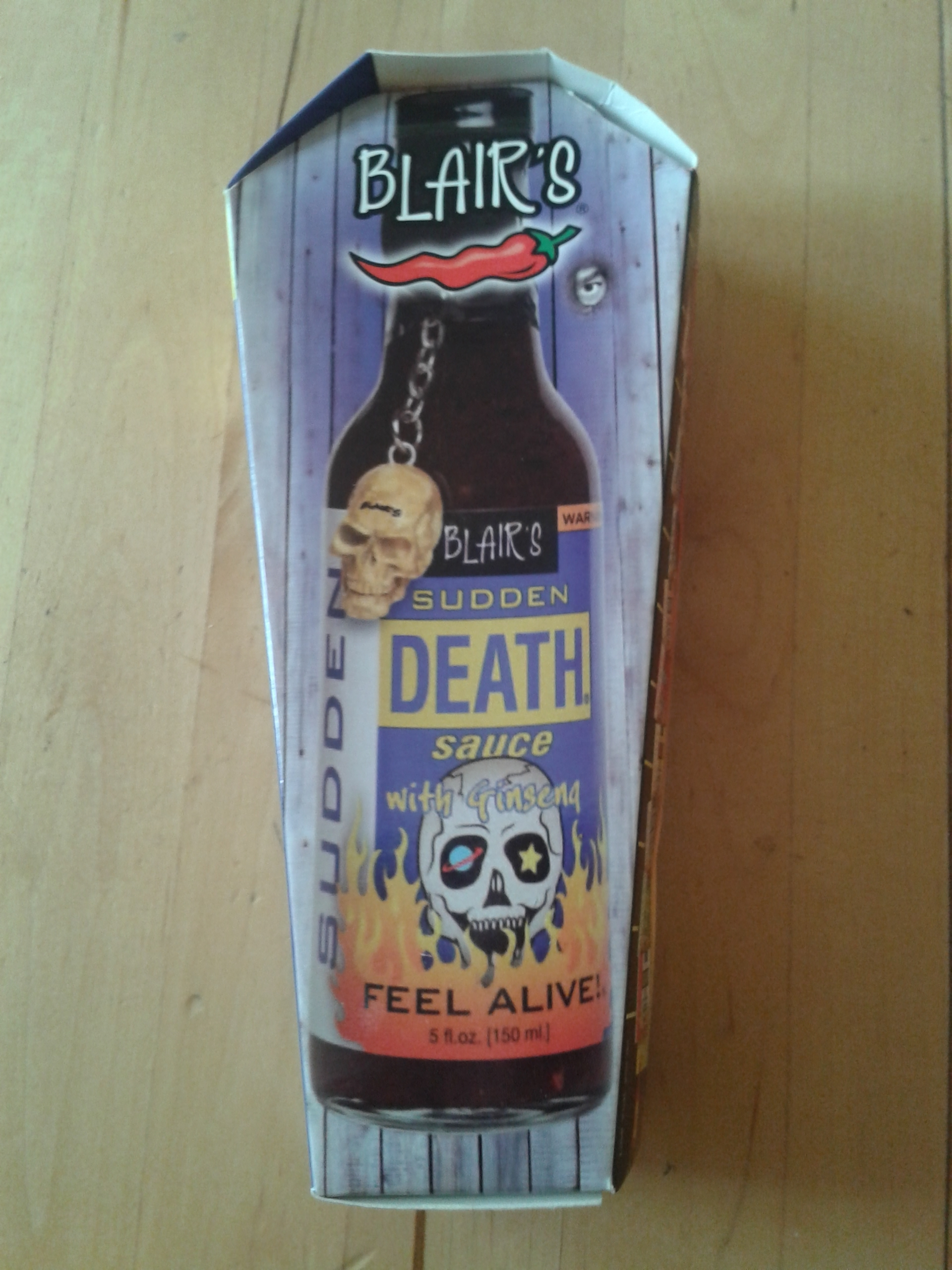
Blair’s Sudden Death Sauce (Verpackung)

Die Verpackung einiger Gewürzsaucen entspricht der Form eines Sarges. Den meisten Produkten liegt ein Schlüsselanhänger in Form eines Totenkopfes bei. Diese Marketingstrategie soll offenbar die besondere Schärfe der Produkte in den Vordergrund stellen und auf den sachgemäßen Gebrauch (tröpfchenweise) hinweisen.